# 孔思立
孔思立（?—?），元朝大臣，济宁路曲阜县人，元惠宗时中书参知政事。
孔思立是孔子五十四代孫，北宋官员孔道辅的十代孫，其父孔淑是孔子後裔第十派始祖。中书左丞吕思诚、侍御史孔思立，推荐吴师道为国子助教。至正七年（1347年），七月，江南行台御史大夫纳麟为御史大夫，脱欢为中书右丞，孔思立由侍御史升任中书省参知政事。后来丞相脱脱和太平争权，因为孔思立是太平提拔，至正八年（1348年），脱脱指使御史大夫纳麟诬陷孔思立贪污有罪，元惠宗将他罢免。